# Distrikt Mokhotlong

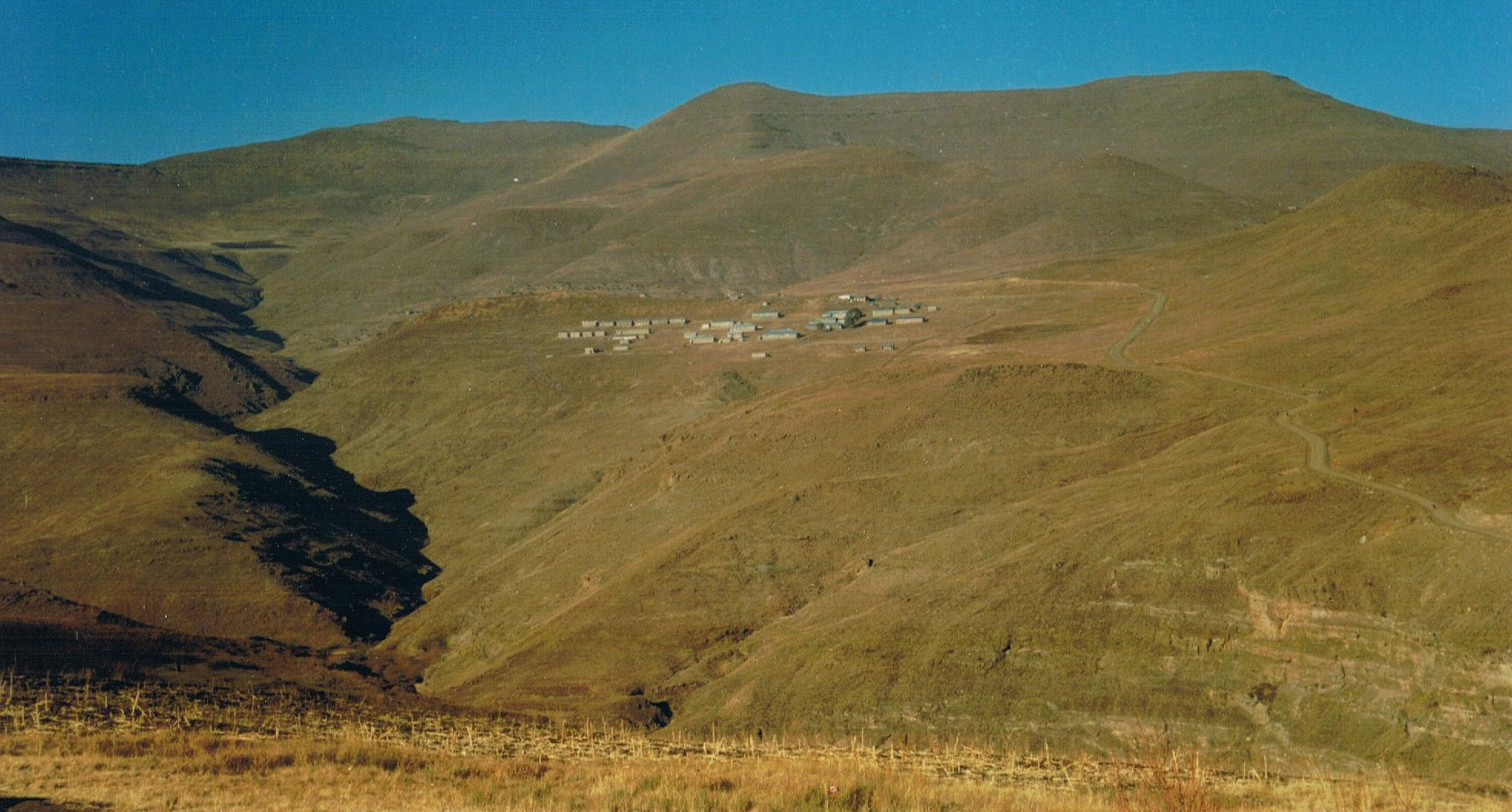
St. James High School südlich von Mokhotlong

Der Distrikt Mokhotlong ist einer von zehn Distrikten (Bezirken) des Königreiches Lesotho im südlichen Afrika.

## Geographie
Der Distrikt liegt im Osten Lesothos. Er ist nach seiner Hauptstadt Mokhotlong (deutsch etwa: „Ort des Glattnackenrapps“) benannt.
Seine Größe beträgt 4075 km², seine Einwohnerzahl 100.442 (Stand 2016). Damit ist er der am zweitgeringsten und am dünnsten besiedelte Distrikt des Landes.
Siehe auch: Daten der Distrikte Lesothos
Der Distrikt Mokhotlong liegt in den Maloti-Bergen. Im Osten des Distrikts liegt der höchste Berg des südlichen Afrika, der 3482 Meter hohe Thabana Ntlenyana. Mit dem Tlaeeng-Pass – 3275 Meter über dem Meeresspiegel – verfügt der Distrikt auch über den höchsten Straßenpass Afrikas.
Der Distrikt grenzt im Nordwesten an den Distrikt Butha-Buthe, im Süden an den Distrikt Thaba-Tseka und im Westen an den Distrikt Leribe. Im Nordosten hat der Distrikt Mokhotlong eine kurze gemeinsame Grenze mit der südafrikanischen Provinz Freistaat. Östlich des Distrikt Mokhotlong liegt die südafrikanische Provinz KwaZulu-Natal, zu der es den Grenzübergang Sani Pass gibt.

### Ortschaften
- Mokhotlong, 2200 Meter hoch, erst seit 1948 per Flugzeug erreichbar, vorher per Eselstransport, heute Zentralort mit Krankenhaus
- Letseng-la-Terae, rund 3200 Meter hoch, höchstgelegene Dauersiedlung Lesothos, nahe einer Diamantenmine nördlich von Mokhotlong
- Tlokoeng, am Fluss Mokhotlong – einem Nebenfluss des Senqu – gelegen, traditioneller Sitz der Batlokoa

### Community Councils
Die Community Councils (etwa: Gemeinden) sind Khalahali, Khubelu, Linakaneng, Liphamola, Mapholaneng, Marung, Mateanong, Matsoku, Molika-Liko, Moremoholo, Pae-La-Ithlatsoa, Popa, Rafolatsane, Sakeng und Tekeseleng.